# زلزال بلوشستان 1935
زلزال بلوشستان 1935 هو زلزالٌ وقعَ في بلوشستان في باكستان بتاريخ 31 مايو 1935.